# Karl von Varnbüler
Friedrich Gottlob Karl Varnbüler von und zu Hemmingen, född 13 maj 1809 i Hemmingen, död 26 mars 1889 i Berlin, var en württembergsk friherre och politiker.  
Varnbüler studerade vid universiteten i Tübingen och Berlin, ägnade sig en tid åt praktiska värv (bland annat förestod han 1849–53 en fabrik i Wien). År 1845 invaldes han i Württembergs andra kammare och blev snart ansedd som auktoritet i ekonomiska frågor. Strax efter kung Karl I:s tillträde till regeringen (1864) utnämndes Varnbüler till minister för utrikes ärenden, kungahuset och kommunikationer. Som sådan fullföljde han den mot Preussen riktade politik, som Württemberg i likhet med Tysklands övriga stater av andra rang fört under Österrikes och Preussens tävlan om suprematin i Tyskland, men Varnbüler var den förste av de sydtyska ministrarna, som 1866 slöt fred med Preussen. I bildandet av den nya tullförening, som uppstod 1867 genom fördrag mellan det Nordtyska förbundet å ena och de övriga medlemmarna av den gamla tyska tullföreningen å andra sidan, hade Varnbüler en betydande andel, men motsatte sig strävandena att utsträcka kompetensen hos det 1868 sammanträdande tullparlamentet även till andra områden än tullagstiftningens. År 1870 avgick Varnbüler från sitt ministerämbete och tillhörde 1873–81 tyska riksdagen, där han anslöt sig till det frikonservativa tyska rikspartiet.